# LK (månlandare)
LK (ryska: Лунный корабль) var en bemannad sovjetisk månlandare, utvecklad under 1960-talet. Man skulle använda N1-raketen för att skjuta upp den mot månen.
Tre obemannade testflygningar gjordes i omloppsbana runt jorden och då använde man Sojuz-raket för att skjuta upp dem.
Det finns fem kopior av farkosten att beskåda på olika platser i Ryssland.

## Månen
Efter att raketsteget Block D placerat månlandaren och en modifierad Sojuz farkost i omloppsbana runt månen behövde en kosmonaut göra en rymdpromenad från Sojuz farkosten till månlandare. Varpå Sojuz farkosten och en kosmonaut lämnades i omloppsbana runt månen. Månlandaren använde sig sedan av Block D raketsteget för att lämna omloppsbanan och påbörja landningen på månen. Strax före landningen, skulle raketsteget vara förbrukat och landaren övergå till sitt eget Block E-raketsteg. Detta steg skulle även användas för att lyfta från månen och docka med den Sojuz farkost som lämnats i omloppsbana runt månen. Var efter kosmonauten fick göra en rymdpromenad från månlandaren tillbaka till Sojuz farkosten.

## Test flygningar
| Flygning   | Uppskjutning     |
| ---------- | ---------------- |
| Kosmos 379 | 24 november 1970 |
| Kosmos 398 | 26 februari 1971 |
| Kosmos 434 | 12 augusti 1971  |